# East Kilbride 82 Handball Club
L'East Kilbride 82 Handball Club ou EK82 HC est un club de handball basé à East Kilbride en Écosse.

## Palmarès
- Championnat d'Écosse (8) : 1974, 1975, 1976, 1977, 1978, 1979, 1983, 1984
- Coupe d'Écosse (5) : 1974, 1976, 1977, 1978, 1979